# Metodija Andonov-Čento
Metodija Andonov-Čento, makedonsky Методија Андонов Ченто (17. srpen 1902, Prilep – 24. červenec 1957, Prilep) byl makedonský komunistický politik, jugoslávský titovský partyzán, první předseda Antifašistického shromáždění pro národní osvobození Makedonie a první premiér Socialistické republiky Makedonie, součásti socialistické Jugoslávie.
Roku 1939 byl uvězněn za pořádání demonstrací k výročí Ilindenského povstání. Roku 1940 byl podruhé uvězněn za návrh, aby se makedonština stala úředním jazykem, byl dokonce odsouzen k trestu smrti, který však nebyl vykonán, ač byl dokonce již předveden před popravčí četu (tehdejší vláda Království Srbů, Chorvatů a Slovinců striktně prosazovala jako jediný úřední jazyk srbochorvatštinu). Po bulharské okupaci Makedonie dostal pozvání do probulharské vlády, ale odmítl a zapojil se do komunistického odboje.
Jeho programem byla buď samostatná socialistická Makedonie, nebo zapojení Makedonie do Jugoslávie ovládnuté titovskými partyzány. Přesto se již za války jeho představy střetly s představami Lazara Koliševského, ústřední postavy Komunistické strany Makedonie, a Titova vyslance u makedonských partyzánů Svetozara Vukmanoviće-Tempa. Žádal mnohem větší míru nezávislosti pro Makedonii než oni. Tyto spory se mu po válce staly osudnými. Roku 1946 byl zatčen a odsouzen ke 12 letům vězení za přípravu vzniku zcela nezávislého makedonského státu. Zemřel doma roku 1957, na následky nemoci z mučení ve vězení.
Roku 1991 byl rehabilitován Nejvyšším soudem Makedonie.